# Mikhaïl Bakunin
Mikhaïl Bakunin (rus: Михаи́л Алекса́ндрович Баку́нин)  (Priamúkhino, 30 de maig de 1814 - Berna, 1 de juliol de 1876) va ser un pensador i activista anarquista rus, socialista, fundador de l'anarquisme col·lectivista. És considerat un dels personatges més influents de l'anarquisme i un dels principals fundadors de la tradició socialista i anarquista revolucionària. El prestigi de Bakunin com a revolucionari també el va convertir en un dels ideòlegs més coneguts d'Europa.
El seu pensament es resumeix en la supressió de classes i de la propietat privada, juntament amb la necessitat de promoure actes revolucionaris per acabar amb l'entramat social. El seu caràcter revolucionari va ser decisiu entre els nihilistes russos i el moviment anarquista català i italià. Déu i Estat, la seva obra més important, no va ser publicada fins al 1882.

## Biografia

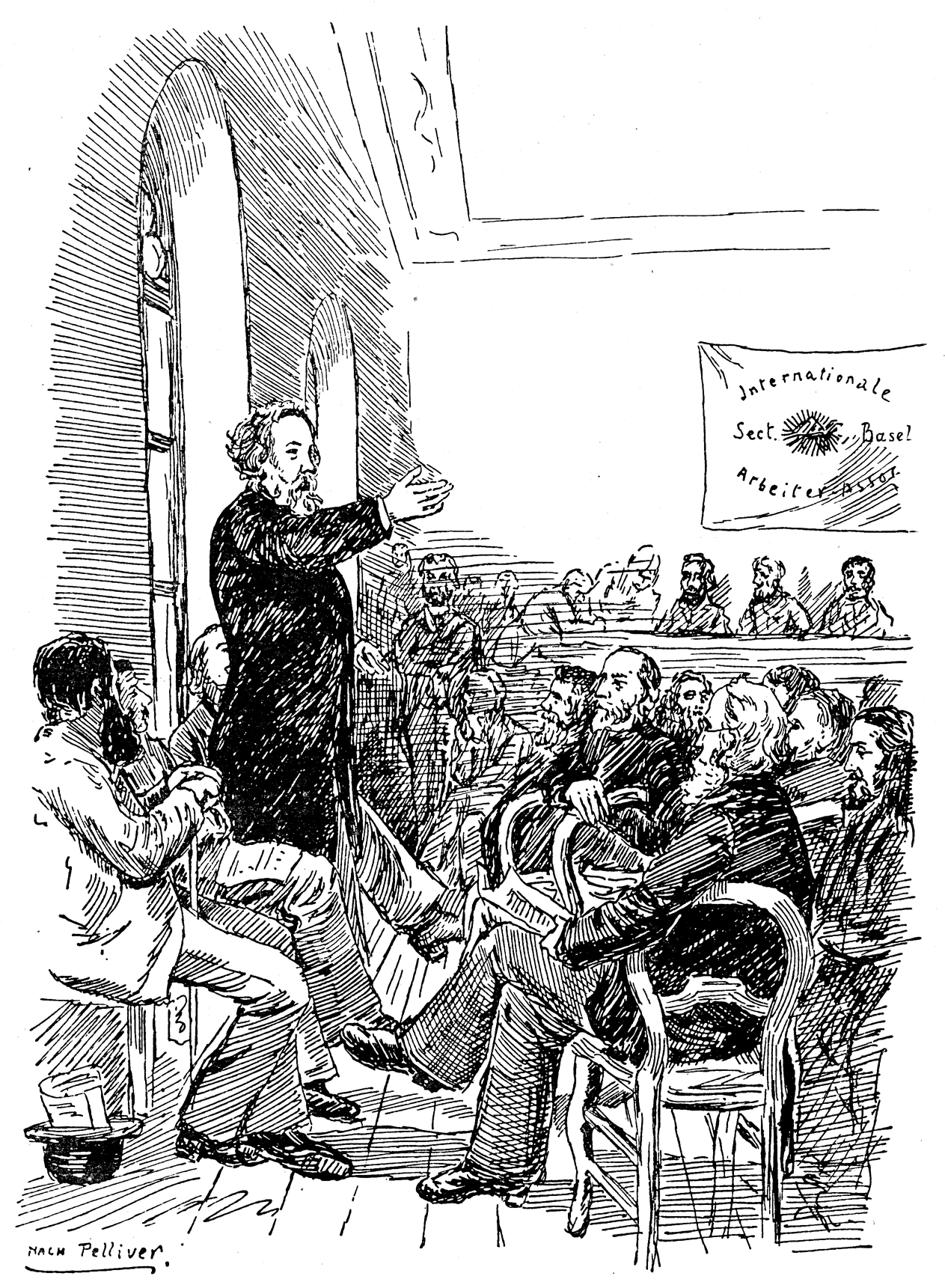
Bakunin parla en la Primera Internacional, retratat per Rafael Farga i Pellicer.

Bakunin formava part d'una família aristocràtica. Va iniciar la seva formació a l'acadèmia militar de Sant Petersburg, on va arribar al grau d'oficial de la guàrdia imperial. No obstant això, va abandonar l'exèrcit i es va traslladar a Moscou per estudiar filosofia, especialitzant-se en l'idealisme alemany. Cinc anys després, va recórrer les principals capitals europees i va conèixer pensadors de la talla de Marx i Proudhon.
Al llarg de la dècada de 1840, Bakunin es va convertir en un agitador revolucionari. Quan va despertar l'interès dels agents secrets russos, Bakunin va marxar a Zúric a principis de 1843. Va conèixer el protocomunista Wilhelm Weitling la detenció del qual va fer que l'ambaixada russa de Berna desconfiés de Bakunin. Desafiant les ordres russes de tornar, el Senat rus el va despullar dels seus drets com a noble i el va condemnar in absentia a treballs penals a Sibèria. Sense un suport econòmic constant, Bakunin es va convertir en un itinerant, viatjant per Europa trobant-se amb la gent que l'havia influenciat. Va visitar Brussel·les i París, on es va unir a emigrants internacionals i socialistes, va fer amistat amb l'anarquista Pierre-Joseph Proudhon i va conèixer el filòsof Karl Marx, amb qui més tard es barallarà. La seva crida als polonesos per enderrocar el tsarisme en aliança amb els demòcrates russos va donar a conèixer Bakunin a tot Europa i va dirigir amb èxit la petició de deportació de Bakunin feta pels ambaixadors russos.
Participà activament en les revolucions del 48 i 49 de París i Alemanya, fins que el van detenir a Àustria. Després del fracàs de Dresden, va ser condemnat a mort, però la pena no es va fer efectiva.
Una vegada retornat a les autoritats russes, el van empresonar durant set anys. Desterrat a Sibèria el 1857, en va aconseguir escapar i arribar a Anglaterra el 1861. Des de llavors, una de les seves tasques prioritàries va ser la propagació de les seves idees anarquistes per tot Europa i la creació de l'organització semiclandestina Aliança Democràtica i Social el 1869. El 1870, va fundar el Comitè per a la Salvació de França, una associació que va dirigir la insurrecció de la Comuna de Lió.
El seu enfrontament amb Marx va provocar la seva expulsió de la Primera Internacional el 1872, junt amb la de tots els anarquistes. Va ser llavors que va fundar la Federació del Jura, que privilegiava l'acció sobre la reflexió. Va passar els quatre últims anys de la seva vida a Suïssa.

## Autodefinició
| «                 | Jo no sóc ni un savi ni un filòsof, ni tan sols un escriptor d'ofici. He escrit molt poc durant la meva vida i solament ho he fet, per dir-ho així, a pèl, quan una convicció apassionada em forçava a vèncer la meva repugnància instintiva contra tota exhibició del meu propi jo en públic. Qui sóc jo, doncs? I què és el que m'impulsa ara a publicar aquest treball? Jo sóc un cercador apassionat de la veritat i un enemic, no menys apassionat, de les ficcions desgraciades amb què el partit de l'ordre, aquest representant oficial, privilegiat i interessat en totes les malapteses religioses, metafísiques, polítiques, jurídiques, econòmiques i socials, presents i passades, pretén servir-se, encara avui, per dominar i esclavitzar el món. Jo sóc un amant fanàtic de la llibertat, la qual considero com l'únic mitjà, dins el qual poden desenvolupar-se i engrandir-se la intel·ligència, la dignitat i la felicitat de les persones... La llibertat que consisteix en el ple desenvolupament de totes les potències materials, intel·lectuals i morals que es troben latents en cadascú... Jo entenc aquesta llibertat com una cosa que, lluny de ser un límit per a la llibertat de l'altre, troba, per contra, en aquesta llibertat de l'altre la seva confirmació i la seva extensió a l'infinit; la llibertat limitada de cadascú per la llibertat de tots, la llibertat per a la solidaritat, la llibertat en la igualtat; la llibertat que triomfa de la força bruta i del principi d'autoritat, que no va ser mai més que l'expressió ideal d'aquesta força... Jo sóc partidari convençut de la igualtat econòmica i social, perquè sé que, fora d'aquesta igualtat, la llibertat, la justícia, la dignitat humana, la moralitat i el benestar dels individus, així com la prosperitat de les nacions no seran mai sinó mentides. | » |
| — Mikhaïl Bakunin | |   |

## El seu pensament
La passió per la destrucció també és una passió creativa.
L'anarquisme que Bakunin desenvolupà s'ha anomenat anarcocol·lectivisme o anarquisme col·lectivista, i referent a això, primer de tot s'hauria d'esmentar la diferència de matís que aquesta concepció suposa davant l'enunciat de l'anarquisme que Kropotkin va denominar comunisme llibertari i que ha suposat una crítica del col·lectivisme que ha arribat a ser generalment acceptada en tots els mitjans llibertaris i és la forma més encertada d'entendre aquest concepte bakuninià. Per a Bakunin, l'anarquisme suposa una societat lliure sense necessitat de govern ni autoritat, basada en el treball, el factor de producció, els seus mitjans i distribució i que s'organitzaria mitjançant la federació de productors i consumidors des de la base que es coordinarien entre si en confederacions. Sense necessitat, doncs, de governs, sistemes legislatius, poders executius que monopolitzin la violència, etc. No obstant això, en la visió de Bakunin, cadascú ha de ser retribuït segons el treball fet, de manera que s'impedeixi el sorgiment d'una classe ociosa que s'aprofite del treball de les associacions lliures. El comunisme llibertari de Kropotkin hi va objectar que el ressorgiment d'una burocràcia que hagués de vigilar i regular el treball i la seva remuneració tendiria fatalment a constituir-se en un nucli d'autoritat i de tirania potencial.
Gran part dels escrits de Bakunin sobre l'anarquisme reflecteixen l'antipatia per l'estat i la pròpia organització política com a font d'opressió i explotació. Les seves solucions revolucionàries se centren a desfer l'estat i les institucions religioses, socials i econòmiques jeràrquiques, per ser substituïdes per un sistema de comuns federats lliurement organitzats des de baix cap amunt amb associacions voluntàries de productors econòmics, començant en l'àmbit local però ostensiblement organitzant-se internacionalment. Aquests pensaments es van publicar per primera vegada en el seu inacabat de 1871 L'Imperi Knouto-germànic i la revolució social, ampliat per una segona part publicada a les seves Oeuvres de 1908, i va tornar a elaborar un fragment trobat i publicat pòstumament com a Déu i l'Estat (1882). Aquesta última va ser la seva obra més famosa, àmpliament traduïda, i una pedra de toc de la literatura anarquista. Apel·la a abandonar tant l'estat com la religió per adonar-se de la llibertat innata de l'home.
Les creences polítiques de Bakunin es basaven en la llibertat (en forma d'anarquia), en el socialisme (en forma d'anarquisme col·lectivista), en el federalisme (com a forma d'organització per al treball) i en el rebuig de les religions i els seus déus.
El pensament polític bàsic de Bakunin es va dirigir a les comunitats emancipadores en les quals els membres desenvolupen lliurement les seves habilitats i facultats sense dominar-se mútuament. La participació dins de la comunitat era una preocupació personal seva, i la seva visió del paper d'una comunitat en la creació d'humans lliures i feliços va derivar de les seves estretes relacions entre germans. Bakunin va buscar sense èxit la comunitat en la religió i la filosofia a través d'influències com Arnold Ruge (hegelianisme d'esquerra), Ludwig Feuerbach (humanisme filosòfic), Wilhelm Weitling (protocomunisme) i Pierre-Joseph Proudhon (anarquisme primerenc). Bakunin va passar de la metafísica i la teoria a la pràctica de crear comunitats de persones lliures i independents. Els seus primers intents, amb els emigrants polonesos i el Congrés Eslau de Praga a la dècada de 1840, es van centrar en l'alliberament nacional, però es va dirigir a la comunitat emancipadora després de la fallida expedició naval polonesa de 1863. Per a Bakunin, la llibertat requeria comunitat (de tal manera que la humanitat només podria ser lliure si tothom fos lliure) i igualtat (que totes les persones tinguin la mateixa base de partida), inclosa la igualtat en drets i funcions socials de les dones.
Va imaginar una revolució internacional per part de les masses despertades que comportaria noves formes d'organització social (per part de comitès de delegats i municipis independents) en una federació a gran escala desfer tota estructura estatal i coacció social. En aquesta comunitat emancipada, cada adult tindria dret a la llibertat, a ser governat per la seva pròpia consciència i raó segons la seva pròpia voluntat, responsable davant d'ell mateix i després de la seva comunitat. No creia que un estat burgès o revolucionari reformat pogués emancipar-se com aquesta comunitat que descrivia, per la qual cosa la seva visió de la revolució significava no captar el poder sinó assegurar-se que cap nou poder ocupava el lloc de l'antic.
Bakunin no va ser un pensador sistemàtic i no va dissenyar grans sistemes ni construccions teòriques. La seva escriptura era prolífica i fragmentada. Era propens a grans divagacions i poques vegades completava el que es volia abordar. Com a resultat, gran part dels seus escrits sobre l'anarquisme no coincideixen i només es van publicar pòstumament. Bakunin va desenvolupar la seva perspectiva teòrica mitjançant esborranys de programes. Bakunin es va anomenar anarquista per primera vegada el 1867.

### Autoritat
Bakunin va veure que les institucions de l'església i l'estat s'oposaven als objectius de la comunitat emancipadora, és a dir, que imposaven la saviesa i la justícia des de dalt sota el pretext que les masses no podien autogovernar-se completament. Va escriure que explotar i governar vol dir el mateix. Bakunin considerava l'Estat com un sistema regulat de dominació i explotació per part d'una classe dominant i privilegiada. Això s'aplicava als Estats tant històrics com contemporanis, incloses les monarquies modernes i les repúbliques que utilitzaven cadascuna la centralització militar i burocràtica. Considerava les democràcies representatives com una abstracció paradoxal de la realitat social. Tot i que una legislatura popular està destinada a representar la voluntat del poble, va veure que poques vegades funcionava com a tal a la pràctica. En canvi, els polítics electes representaven abstraccions. Bakunin creia que les institucions poderoses eren inherentment més fortes que la voluntat individual i incapaços de reformar internament a causa de les ambicions i temptacions aclaparadores que corrompen els qui tenen el poder. Per a Bakunin, els anarquistes eren amb raó enemics de tot el poder, sabent que el poder corromp tant a aquells que hi estan investits com a aquells obligats a sotmetre-s'hi.
Bakunin es va enfrontar amb Marx per la governança dels treballadors i el canvi revolucionari. Bakunin va argumentar que fins i tot el millor revolucionari col·locat al tron rus seria pitjor que el tsar Alexandre. Bakunin va escriure que els treballadors socialistes al poder es convertirien en antics treballadors que governen per les seves pròpies pretensions, no representant el poble. Bakunin no creia que la dictadura de transició tingués cap altre propòsit que no fos perpetuar-se, dient que «la llibertat sense socialisme és privilegi i injustícia, i el socialisme sense llibertat és esclavitud i brutalitat». Bakunin no estava d'acord amb Marx que l'estat s'esfumaria sota la propietat dels treballadors i que la conquesta obrera i els canvis en les condicions de producció matarien inherentment l'estat. Bakunin va promoure accions obreres espontànies per sobre de l'organització suggerida per Marx d'un partit obrer.
Tot i que Bakunin creia que la ciència i els especialistes podrien ser útils per il·lustrar les comunitats, no creia en el govern d'experts ni en deixar que cap minoria privilegiada governés sobre una majoria o cap presumpta intel·ligència governés sobre una presumpta estupidesa. Bakunin va escriure sobre referir-se a l'autoritat al boter sobre les botes i als savis per les seves especialitats, i escoltar-los lliurement en el respecte per la seva experiència, però no permetre que el boter o el savi impose aquesta autoritat i no deixar-los més enllà de la crítica o la censura. Bakunin creia que l'autoritat hauria d'estar en un intercanvi voluntari continu en lloc d'una subordinació constant. Creia que la intel·ligència tenia beneficis intrínsecs per no requerir privilegis addicionals.

### Societats revolucionàries
Cap al final de la seva vida, començant el 1864 a Itàlia amb la Germandat Internacional, Bakunin va intentar unir la seva xarxa internacional sota societats revolucionàries secretes, un concepte en desacord amb la seva advertència professada contra les tendències autocràtiques de l'elit revolucionària. Compostos pel cercle de Bakunin, aquests grups informals existien principalment sobre el paper i, per tant, no van participar en l'acció revolucionària ni en un pont de la teoria revolucionària amb la pràctica com Bakunin pretenia. Els grups van operar amb una autonomia significativa, havent divergit de Bakunin en múltiples qüestions controvertides. Tot i ser emesos al Congrés de la Haia com sota la severa autoritat de Bakunin, es van organitzar per relacions personals més que per les jerarquies verticals i els rangs de membres que es troben a les notes de Bakunin. Els seus programes escrits van tenir un paper més important en la seva política que aquests projectes de societats secretes.
La idea de la dictadura invisible era central en la política de Bakunin. En combinació amb l'oposició de Bakunin a la política parlamentària, l'historiador Peter Marshall va escriure que un partit tan secret —la seva existència es desconeixia— tenia el potencial per a una tirania més gran que un partit blanquista o marxista i era difícil d'imaginar com un presagi d'una societat oberta i democràtica.

## Vida personal

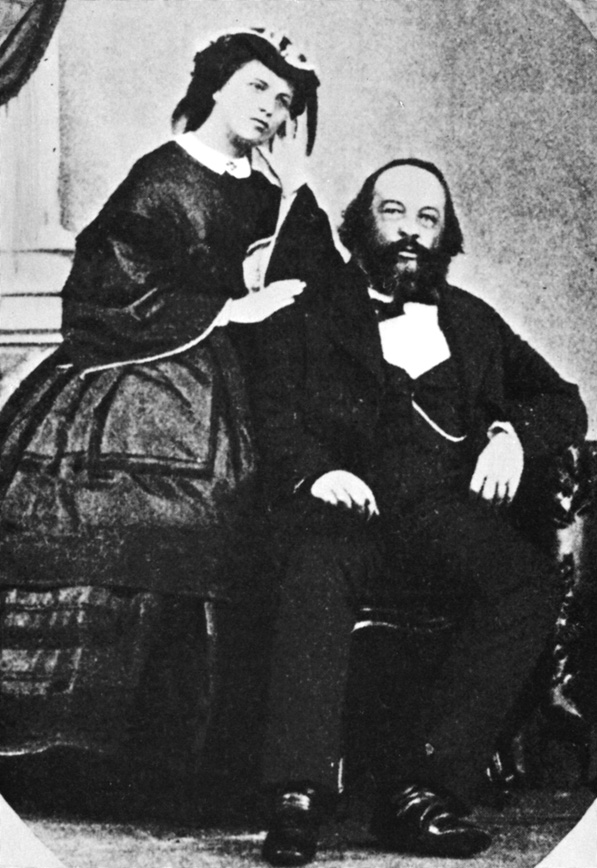
Antònia i Mikhail Bakunin, c. 1861

Bakunin es va casar amb Antonia Kwiatkowska, originària de Polònia, durant el seu exili a Sibèria. Kwiatkowska era molt més jove que Bakunin (una diferència de 26 anys; ella tenia 18) i tenia poc interès per la política. Les seves diferències i l'escassa atenció de Bakunin al romanç han fet que els biògrafs especulin sobre possibles racionals psicosexuals per a la vida personal de Bakunin i l'abast de la seva dedicació a l'acció revolucionària. Encara que va romandre casada amb Bakunin fins a la seva mort el 1876, Kwiatkowska va tenir tres fills amb un altre home mentre Bakunin encara vivia, un deixeble italià seu, que s'hi va casar després de la mort de Bakunin.

## Llegat
Bakunin va ser el principal revolucionari anarquista del segle xix, actiu des de la dècada de 1840 fins a la dècada de 1870. Els seus escrits anarquistes fonamentals van ajudar el moviment a contrastar amb el capitalisme i el marxisme i es van fer més populars després de la seva mort, amb algunes de les seves obres més apreciades publicades pòstumament i en noves edicions. El seu estatisme i anarquia van influir en el creixent moviment populista rus del socialisme camperol, i el seu anarquisme va influir en la ideologia tant a la Revolució Russa com a la Guerra Civil Espanyola. La dècada del 1960 New Left va reviure l'interès per les seves obres i idees d'associació voluntària i oposició al socialisme autoritari, amb noves edicions i traduccions publicades.
El llegat de Bakunin reflecteix la paradoxa i l'ambivalència amb què va viure. Tal com va dir l'historiador Paul Avrich, Bakunin era «un noble que anhelava una revolta camperola, un llibertari amb ganes de dominar els altres, un intel·lectual amb una poderosa vena antiintel·lectual», que professava el seu suport a la llibertat sense restriccions mentre exigia l'obediència incondicional dels seus seguidors. Moltes de les seves accions el van apropar als moviments autoritaris posteriors, encara que les seves paraules fossin antiautoritaris.
En particular, els passatges antisemites de l'escriptura de Bakunin han estat objecte d'un gran interès, de manera que el biògraf de Bakunin Mark Leier ha dit que la qüestió es planteja cada vegada que parla sobre Bakunin. Tant Leier com l'estudiós de l'antisemitisme Eirik Eiglad han comentat que l'antisemitisme no era essencial per al pensament de Bakunin, ni el seu pensament era valorat pel seu antisemitisme. El sociòleg Marcel Stoetzler va argumentar el contrari, dient que el trop antisemita de la dominació del món jueu estava al centre del pensament polític de Bakunin. El ressentiment antijueu i antialemany de Bakunin és més visible en el context dels seus atacs a Marx, però el seu antisemitisme va ser anterior a aquests passatges. L'estudiós Marshall Shatz va assenyalar que hi ha una bretxa entre els principis igualitaris de Bakunin i els seus prejudicis ètnics, encara que aquest antisemitisme i estereotips eren comuns entre els radicals francesos de l'època  i compartits pel mateix Marx.
Noam Chomsky va qualificar la predicció de Bakunin que els règims marxistes es convertirien en dictadures «una de les poques prediccions de les ciències socials que es van fer realitat».
Els arxius de Bakunin es troben a diversos llocs: la Casa Puixkin, l’Arxiu Estatal de la Federació Russa, la Biblioteca Estatal Russa, l’Arxiu Estatal Rus de Literatura i Art, la Biblioteca Nacional de Rússia i l’Institut Internacional d'Història Social.

## Llibres

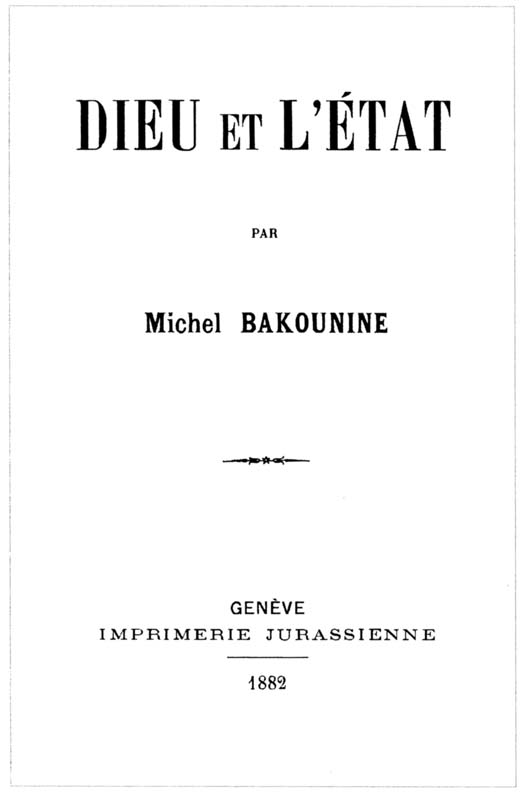
Primera edició de Déu i l'Estat

- La dona, el matrimoni i la família
- Déu i l'Estat
- L'associació roja
- Socialisme sense Estat: anarquisme
- Pàtria i nacionalitat
- La política del consell
- El principi de l'Estat
- La crida als eslaus
- L'estatisme i l'anarquia
- El catecisme revolucionari